# Thüringer Rechnungshof
Der Thüringer Rechnungshof ist eine oberste Landesbehörde in Thüringen mit Sitz im Schloss Ludwigsburg in Rudolstadt. Seine Aufgabe ist die unabhängige externe Finanzkontrolle der Behörden des Landes und einzelner anderer Körperschaften öffentlichen Rechts. Er ist von Weisungen unabhängig und nur dem Gesetz unterworfen.

## Rechtsgrundlagen
Grundlage für die Arbeit des Rechnungshofes ist Artikel 103 der Verfassung des Freistaats Thüringen (ThVerf).

## Aufgaben
Hauptaufgabe des Thüringer Rechnungshofs ist die Prüfung der Haushalts- und Wirtschaftsführung des Landes einschließlich seiner Sondervermögen und Betriebe.

## Organisation
Der Thüringer Rechnungshof wird von einem Präsidenten geleitet, der wiederum von einem Vizepräsidenten vertreten wird. Die Amtsführung des Präsidenten wird durch eine Präsidialabteilung unterstützt, die Prüfaufgaben werden auf insgesamt vier Abteilungen aufgeteilt.

## Präsidenten
- 1991–2000: Wolfgang Ibel
- 2000–2006: Heinrich Dietz
- 2006–2008: Manfred Scherer
- 2010–2022: Sebastian Dette
- seit 2022: Kirsten Butzke

Nach Ausscheiden von Scherer war das Amt bis zur Ernennung von Dette fast zwei Jahre vakant.